# Смилян Франьо Чекада
Смилян Франьо Чекада (на хърватски: Smiljan Franjo Čekada) е хърватски духовник от XX век, скопски епископ (1940 - 1967). По време на Втората световна война, като скопски прелат Чекада се опитва да спаси евреите католици в Скопие от депортация от българските окупационни власти и укрива еврейски деца, заради което е признат за праведник от народите на света.

## Биография
Роден е на 29 ноември 1902 година в босненското градче Долни Вакуф, Австро-Унгария. На 5 април 1929 година е ръкоположен за свещеник. На 6 юни 1939 година е избран за титулярен фарбетски епископ и е назначен за викарен епископ на връхбосненския архиепископ Иван Шарич в Сараево. На 6 август 1939 година е ръкоположен за фарбетски епископ.
На 18 август 1940 година Чекада е назначен за епископ на Скопската епархия. Още в първата си проповед Чекада говори за справедливост за всички хора, от каквато и националност и раса да са. На 11 март над 7000 евреи са събрани и затворени в складовете на тютюневата компания Монопол в Скопие, до железопътната линия. В същия ден Чекада изпраща протестно писмо до полицейския началник в Скопие Асен Богданов, като нарича действията срещу евреите „злощастно събитие“ и иска освобождаване на „евреите от католическата вяра“. Богданов не отговаря на писмото, но изпраща оплакване до германския консул в Скопие Артур Вите, който прикача оплакването към доклада си до Външно министерство за депортацията на евреите от Македония. Чекада укрива поне пет еврейски деца – четири момчета и едно момиче, първоначално в католическата църква в Скопие, а по-късно в католическите манастири в Летница и Янево.
На 12 юни 1967 година Чекада става титулярен тибузабетски архиепископ и е назначен за коадютор архиепископ на Връхбосна. На 13 януари 1970 година, след оттеглянето на архиепископ Марко Алаупович, го наследява като архиепископ на Връхбосна.
Умира в Сараево на 18 януари 1976 година. Погребан е в градските гробища на Сараево. На 28 октомври 2011 година тленните му останки са пренесени в сараевската катедрала „Пресвето сърце Исусово“ и са погребани в криптата при саркофазите на останалите архиепископи на Връхбосна.
На 9 март 2010 година Яд ва-Шем го признава за праведник от народите на света.